# Salix turczaninowii
Salix turczaninowii är en videväxtart som beskrevs av Lacksch.. Salix turczaninowii ingår i släktet viden, och familjen videväxter. Utöver nominatformen finns också underarten S. t. minima.